# كيم تشايك
كيم تشيك (الكورية: 김책؛ هانشا: 金策، 14 أغسطس 1903 - 31 يناير 1951) كان ثوريًا كوريًا شماليًا وجنرالًا عسكريًا وسياسيًا. كان اسم ولادته كيم هونغ جي (김홍계; 金洪啓).
ولد كيم تشيك في سونغجين، شمال هامغيونغ، كوريا، في عام 1903. فر هو وعائلته إلى منشوريا بعد استعمار كوريا من قبل اليابان. وفي عام 1927، انضم كيم إلى الحزب الشيوعي الصيني والحركة المناهضة لليابان لمعارضة الاحتلال الياباني. تم سجنه بسبب أنشطته المقاومة. بعد إطلاق سراحه من السجن، انضم كيم إلى جيش الشمال الشرقي المتحد المناهض لليابان في عام 1935 وقاتل إلى جانب كيم إيل سونغ. هرب إلى الاتحاد السوفيتي هربًا من الغزو الياباني للثوار في عام 1940. وعاش في خاباروفسك حيث التقى بكيم إيل سونغ وشكل اللواء الخاص 88. بعد الغزو السوفيتي لمنشوريا، عاد إلى كوريا مع الجيش السوفيتي في عام 1945. في 9 سبتمبر 1948، تأسست جمهورية كوريا الشعبية الديمقراطية، وأصبح كيم وزير الصناعة ونائب رئيس الوزراء في عهد كيم إيل سونغ. تم تعيينه نائبًا لرئيس اللجنة رقم 2 في حزب العمال الكوري.